# Tyrinthia patula
Tyrinthia patula är en skalbaggsart som beskrevs av Maria Helena M. Galileo och Martins 2005. Tyrinthia patula ingår i släktet Tyrinthia och familjen långhorningar.
Artens utbredningsområde är Costa Rica. Inga underarter finns listade i Catalogue of Life.